# Akpro-Missérété
Akpro-Missérété is een van de 77 gemeenten (communes) in Benin. De gemeente met gelijknamige hoofdstad ligt in het departement Ouémé en telt 72.652 inwoners (2002).